# Bataille d'Appomattox Court House
Pour les articles homonymes, voir Appomattox (homonymie).
Guerre de Sécession
Batailles
Campagne d'Appomattox
- Lewis's Farm
- White Oak Road
- Dinwiddie Court House
- Five Forks
- 3e Petersburg
- Richmond
- Sutherland's Station
- Namozine Church
- Amelia Springs
- Rice's Station
- Sailor's Creek
- High Bridge
- Cumberland Church
- Appomattox Station
- Appomattox Court House
- Reddition de Lee

La bataille d'Appomattox est la dernière bataille de la campagne d'Appomattox pour l'Armée de Virginie du Nord du général confédéré Robert E. Lee avant qu'il ne se rende au lieutenant-général Ulysses S. Grant. La signature des documents de reddition s'est produite dans le salon de la maison possédée par Wilmer McLean le 9 avril. Le 12 avril 1865, une cérémonie formelle marque la reddition de l'Armée de Virginie du Nord, avec liberté conditionnelle de ses chefs et hommes, ce qui dans les faits (vu que l'armée de Lee était la plus importante de celles qui restaient à la Confédération) met fin à la guerre de Sécession, même si les combats ne cessèrent pas immédiatement sur l'ensemble du territoire américain.

## Contexte

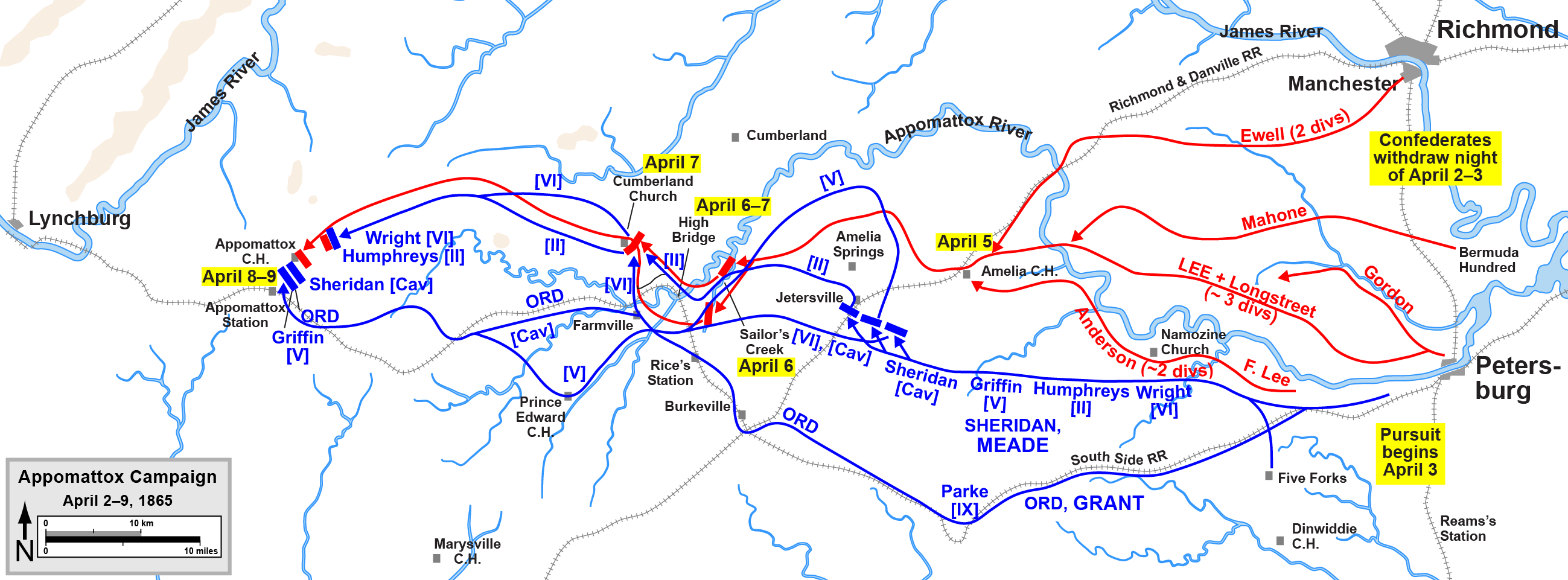
La retraite de Lee et la poursuite de Grant à la fin de la Campagne d'Appomattox, 2 au 9 avril 1865.

Le 1er avril 1865, la cavalerie du major-général Philip Sheridan déborde le flanc des troupes de Lee lors de la bataille de Five Forks. Le jour suivant, l'armée de Grant fait une percée décisive marquant la fin du siège de Petersburg. Lee abandonne Petersburg et Richmond et marche vers l'ouest en direction de la gare d'Appomattox, où un train chargé de ravitaillement l'attend. De là, il espère pouvoir partir vers le sud afin de rejoindre l'armée du général Joseph E. Johnston en Caroline du Nord. Le 8 avril 1865, la cavalerie de l'Union commandée par le brigadier-général George Armstrong Custer prend et brûle les trois trains de ravitaillement qui attendent l'armée de Lee lors de la bataille d'Appomattox Station. Dès lors, l'Armée du Potomac et l'Armée de la James convergent sur Appomattox.

## Forces en présence

### Union
Sous les ordres du général Grant, les forces unionistes se composent de l'armée du Potomac, de l'armée de la Shenandoah et de l'armée de la James. Elles totalisent 125 000 hommes. L'armée du Potomac se compose de trois corps d'infanterie (les IIe, Veet VIe). L'armée de la James se compose de deux corps d'armée (les XXIVe et XXVe).
La cavalerie des trois armées est regroupée sous le commandement du général Phil Sheridan. Elle aligne une bonne trentaine de régiments, parmi lesquels le 5e Régiment des volontaires du Massachusetts USCT, composé d'Américains noirs (USCT : « United States Colored Troops »).
Pour la bataille d'Appomattox Court House, l'armée nordiste se présente en tenaille, au nord et au sud de son adversaire. Au sud, le corps de cavalerie de Sheridan, avec le Ve corps de Griffin. Au nord, le IIe Corps de Humphreys et le VIe Corps de Wright.

#### Armée du Potomac
L'armée du Potomac, comprenant la plupart de l'armée de la campagne, est commandée par le major-général George G. Meade. L'armée est composée de trois corps d'armée :
- IIe corps du major-général Andrew A. Humphreys
- Ve corps du major-général Charles Griffin
- VIe corps du major-général Horatio G. Wright
- 2e division du corps de cavalerie du major-général George Crook

#### Armée de la James
L'armée de la James, composée de deux corps d'armée, est commandée par le major-général Edward O.C. Ord :
- XXIVe corps du major-général John Gibbon
- XXVe corps du major-général Godfrey Weitzel
- Défenses de Bermuda Hundred du major-général George L. Hartsuff
- Division de cavalerie du brigadier-général Ranald S. Mackenzie

#### Armée de la Shenandoah
De même que la cavalerie des trois armées, l'armée de la Shenandoah est sous les ordres de Philip H. Sheridan. Elle est exclusivement composée du Corps de cavalerie du major-général Wesley Merritt

### Confédération
Les forces confédérées sont représentées par l'Armée de Virginie du nord, commandée par le général Robert E. Lee. Cette armée aligne initialement quatre corps d'infanterie et un corps de cavalerie. Chaque corps comprend alors trois divisions, d'une vingtaine de régiments chacune et d'une réserve d'artillerie (de quatre à six bataillons, soit environ une centaine de pièces d'artillerie chacun). Mais la campagne d'Appomattox va compromettre cet équilibre.
Le corps de cavalerie présente aussi trois divisions, représentant une trentaine de régiments.
Un petit corps, issu du département militaire de Richmond, renforce le dispositif confédéré d'une division d'infanterie et d'un peu d'artillerie. Un autre petit corps, issu lui des départements militaires de Caroline du nord et de Virginie du sud, apporte quelques bataillons de milice.

#### Armée de Virginie du Nord
L'armée de Virginie du Nord, tout comme l'armée confédérée, est sous le commandement du général Robert E. Lee. Le nombre d'unités ne doit pas faire illusion. Les effectifs sont squelettiques et, le 28 février, la dernière revue d'effectifs dénombrait 46 000 présents sous les armes pour l'ensemble de l'armée. Sur les registres de libération sur parole (9-12 avril), on ne compte qu'un peu plus de 28 000 hommes.
- 1er corps du lieutenant-général James Longstreet (14 000 hommes[6]) [note 3]
- 2e corps du major-général John B. Gordon (7 000 hommes[6])[note 4]
- Corps de cavalerie du major-général Fitzhugh Lee
- Département de Richmond du lieutenant-colonel Thomas J. Spencer (300 hommes[6])[note 5]
- Premier district du département de Caroline du Nord et de Virginie méridionale du brigadier-général Henry A. Wise

## Déroulement

### Les combats
À l'aube du dimanche 9 avril 1865, le IIe Corps confédéré, sous le commandement du major general John B. Gordon attaque la cavalerie de Sheridan et force sa première ligne, commandée par le brigadier général (breveté) Charles H. Smith, à céder du terrain. La seconde ligne, sous les ordres des généraux Ranald S. Mackenzie et George Crook, s'attache à ralentir l'avancée des Confédérés. La cavalerie de Gordon réussit à traverser les lignes unionistes pour atteindre une crête d'où elle peut découvrir le XXIVe Corps rangé en ligne de bataille, appuyé par le Ve Corps à sa droite. À cette vue, les cavaliers confédérés se retirent rapidement sur Lynchburg. Les troupes sous le commandement du général Ord se mettent en marche contre celles de Gordon ; pour sa part, le IIe Corps unioniste manœuvre pour attaquer le Corps d'armée du Lieutenant general James Longstreet, au nord-est. Un officier d’État-major de Lee vient aux renseignements et reçoit une réponse de la part de Gordon, indiquant ce que Lee ne désirait pas savoir : 

« Tell General Lee I have fought my corps to a frazzle, and I fear I can do nothing unless I am heavily supported by Longstreet's corps. »

 Entendant cela, Lee ne peut que se rendre à l'évidence, : 

« Then there is nothing left for me to do but to go and see General Grant, and I would rather die a thousand deaths. »

Un grand nombre des officiers de Lee, à l'instar de Longstreet, comprennent que la reddition était la seule option envisageable. Seul le commandant de l'artillerie de Longstreet, le Brigadier General Edward Porter Alexander, défendait un avis contraire, faisant valoir que la reddition entraînerait celle des autres armées de la Confédération, qu'il fallait éparpiller l'armée et passer à la guérilla,.

Lee décida de demander une trêve. Un officier de l'état-major de Longstreet, arborant un drapeau blanc, s'approcha des lignes nordistes, dirigées à cet endroit par le général Custer, faisant partie de la cavalerie de Sheridan. Custer rencontre alors Longstreet. Ce dernier rapporte que Custer demanda, au nom du général Sheridan, la capitulation sans conditions de l'armée confédérée. Longstreet répliqua qu'il n'était pas le commandant de l'armée et que, quand bien l'aurait-il été, il n'aurait pas tenu compte d'un message de Sheridan. Custer dit alors que ce serait pitié que de continuer à répandre le sang et Longstreet proposa que la trêve soit prolongée et ajouta : 

« General Lee has gone to meet General Grant, and it is for them to determine the future of the armies. »

Sur le coup de 8 heures du matin, Lee se mit en route pour rencontrer Grant, accompagné de 3 aides de camp. Grant reçut la première lettre de Lee au matin du 9 avril, alors qu'il chevauchait pour rencontrer Sheridan. Par la suite, Grant dit que sa migraine sembla disparaître à sa lecture ; il donna la lettre à son assistant, Rawlins, pour la lire à haute voix pendant qu'il élaborait sa réponse : 
General, Your note of this date is but this moment, 11:50 A.M. rec'd., in consequence of my having passed from the Richmond and Lynchburg road. I am at this writing about four miles West of Walker's Church and will push forward to the front for the purpose of meeting you. Notice sent to me on this road where you wish the interview to take place.
 La réponse de Grant était remarquable en ce qu'elle laissait à Lee, général vaincu, le choix du lieu où serait discutée la reddition. La réponse est entre les mains de Lee en moins d'une heure et il envoie un aide-de-camp, Charles Marshall, trouver le lieu idoine pour l'occasion. Marshall fait le tour d'Appomattox Court House, petit village d'une vingtaine de bâtiments, servant d'étape pour les voyageurs entre Richmond et Lynchburg. Rejetant le premier bâtiment comme en trop mauvais état, il choisit la maison en brique de Wilmer Mc Lean. Celui-ci avait vécu près de Manassas Junction, ce qui devint le champ de bataille de la première Bataille de Bull Run. Il avait alors déménagé pour des cieux qui lui paraissaient plus calmes et s'était établi à Appomattox,,.
Avec des coups de feu sporadiques sur le front devant Gordon, et les avant-gardes unionistes progressant devant celui de Longstreet, Lee reçut la réponse de Grant. Après plusieurs heures de négociations, un cessez-le-feu fut mis en place et Grant reçut la demande de Lee pour discuter les termes d'une reddition.

### La capitulation

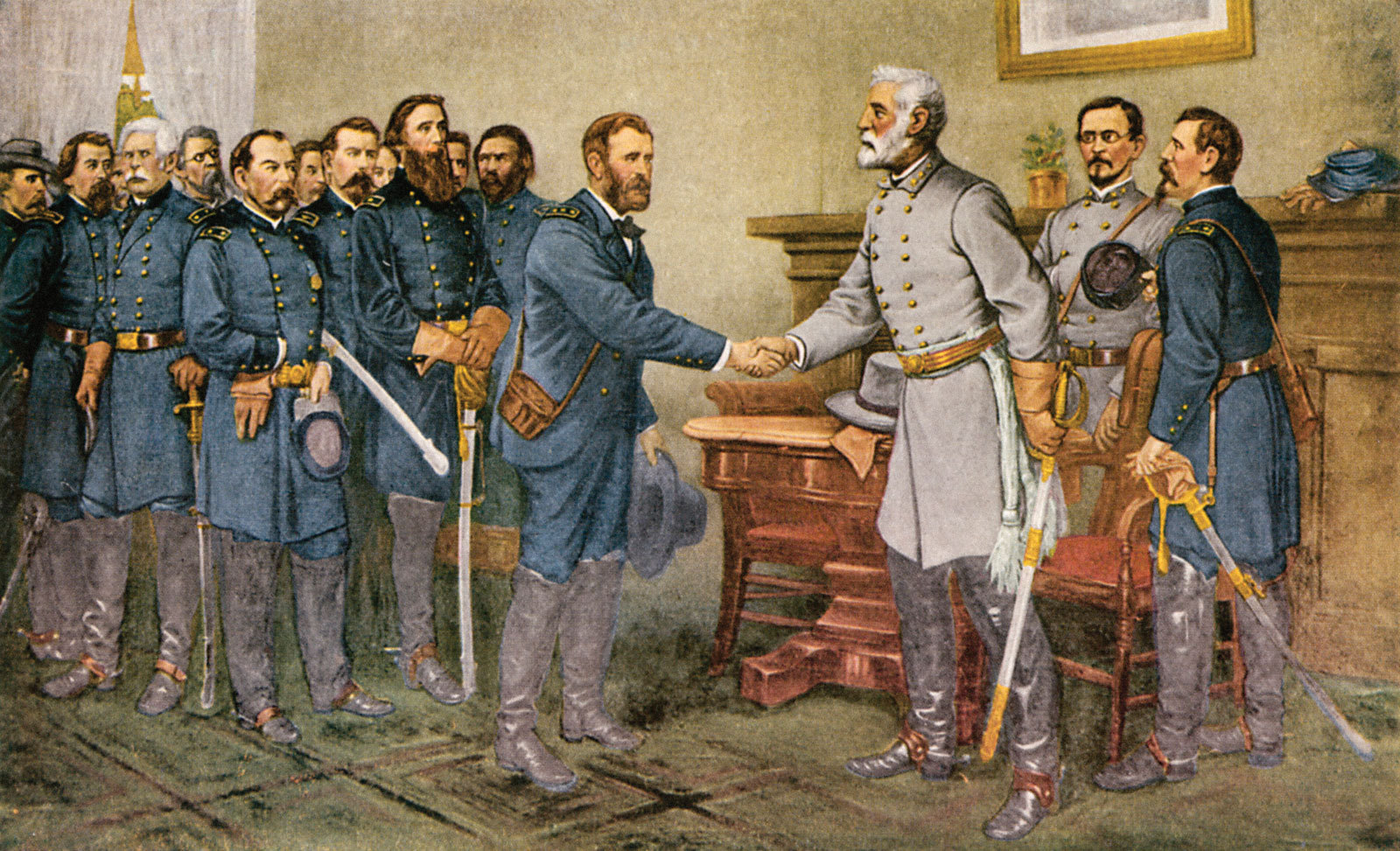
Une vue d'artiste montrant le général en chef unioniste Ulysses S. Grant acceptant la capitulation du général en chef sudiste Robert E. Lee, le 9 avril 1865.

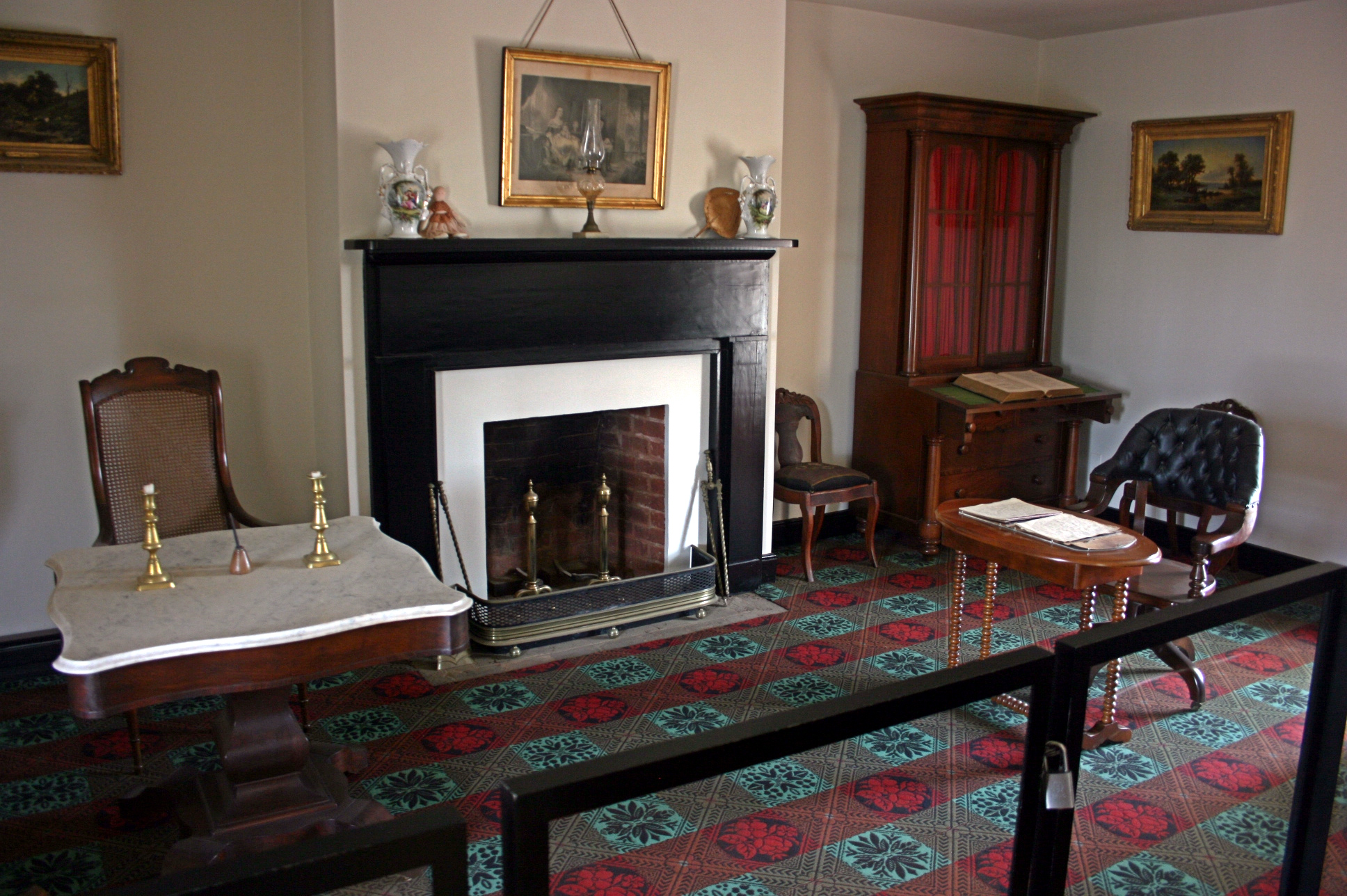
Salon (reconstruit) de McLean où le général confédéré Robert Lee signa la capitulation. Il s'assit à la table avec le dessus en marbre, à gauche ; Ulysses S. Grant s'assit à la table du côté droit.

Le général Lee, revêtu de son plus bel uniforme et ceint de son épée de parade, rencontre le général Grant, habillé de son uniforme de tous les jours, les bottes encore couvertes de boue.
Les termes de la reddition étaient honorables car les soldats sudistes étaient autorisés à rentrer chez eux sans leurs armes, mais avec leurs chevaux, à la condition qu'ils ne reprennent plus le combat contre les États-Unis, les officiers seront libérés sur parole, avec leurs biens et les soldats aussi. Les conditions de reddition de Grant conviennent à Lee, Lee faisant remarquer que les confédérés avaient combattu avec leurs propres chevaux, Grant refuse de modifier les termes de la capitulation mais assure que chaque soldat sudiste qui revendiquera un cheval ou une mule pourra rentrer chez lui avec l'animal, afin qu'il puisse travailler la terre pour l'année suivante. Lee reconnaît que cela jouera en faveur de la réconciliation nationale.
Le 12 avril, la cérémonie formelle de remise des armes et drapeaux confédérés se déroule devant le général Chamberlain. Il fait rendre les honneurs aux vaincus en demandant à ses troupes de se mettre au garde-à-vous devant les troupes confédérées défilant pour rendre leurs armes.
Pour l'anecdote, les témoins de la cérémonie dans la maison de Wilmer McLean ont cherché à acquérir des souvenirs de la cérémonie,. Ils ont ainsi vidé le salon de Wilmer McLean.

## Les suites
La reddition signée par Lee ne concerne que son armée et non l'ensemble des armées confédérées. Elle va cependant conduire les autres forces armées de la Confédération à mettre bas les armes. Johnston, informé par Lee le 13 avril, prend contact avec Sherman pour négocier sa reddition. L'acte est signé le 18 avril. Plus à l'ouest, le 4 mai, le général Taylor signe la reddition des forces sudistes à l'ouest du Mississippi avec le général Canby. Le 26 mai, la dernière armée (la Trans-mississippi du général Kirby Smith) se rend, marquant la fin des combats.

### Sources
- (en) Cet article est partiellement ou en totalité issu de l’article de Wikipédia en anglais intitulé « Battle of Appomattox Court House » (voir la liste des auteurs).
- Les ouvrages utilisés comme source sont signalés dans la section ci-après à l'aide de ce symbole : .